# Transtejo & Soflusa
Transtejo & Soflusa è una compagnia pubblica portoghese che gestisce il servizio di traghetti che opera sul Tago tra Lisbona e Trafaria, Porto Brandão, Cacilhas, Seixal, Barreiro e Montijo.
La compagnia gestisce una flotta di 35 navi che comprende 20 catamarani, 2 traghetti per auto e 13 traghetti convenzionali impiegati su 5 rotte:
- Cais do Sodré - Cacilhas
- Cais do Sodré - Seixal
- Cais do Sodré - Montijo
- Belém - Porto Brandão - Trafaria
- Terreiro do Paço - Barreiro

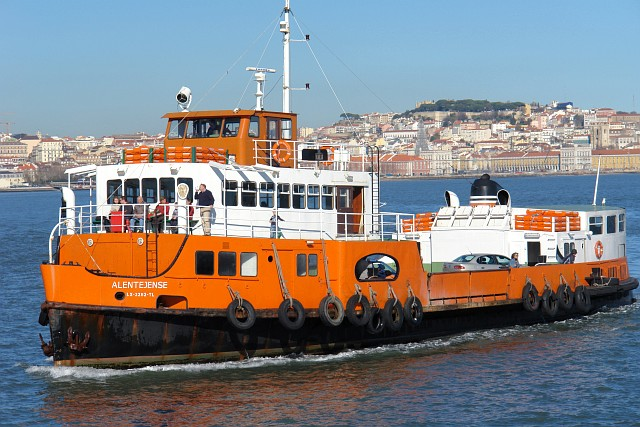
Alentejense
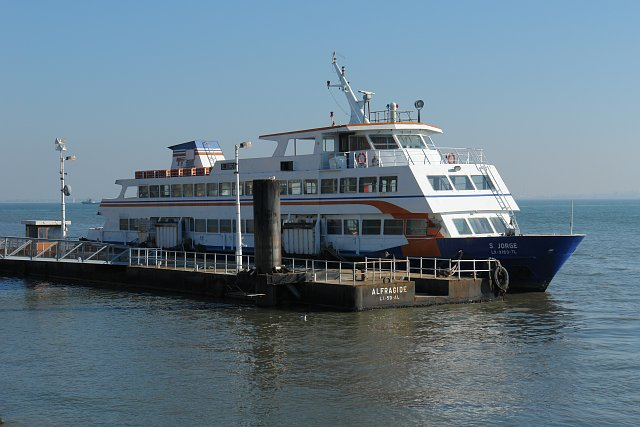
São Jorge
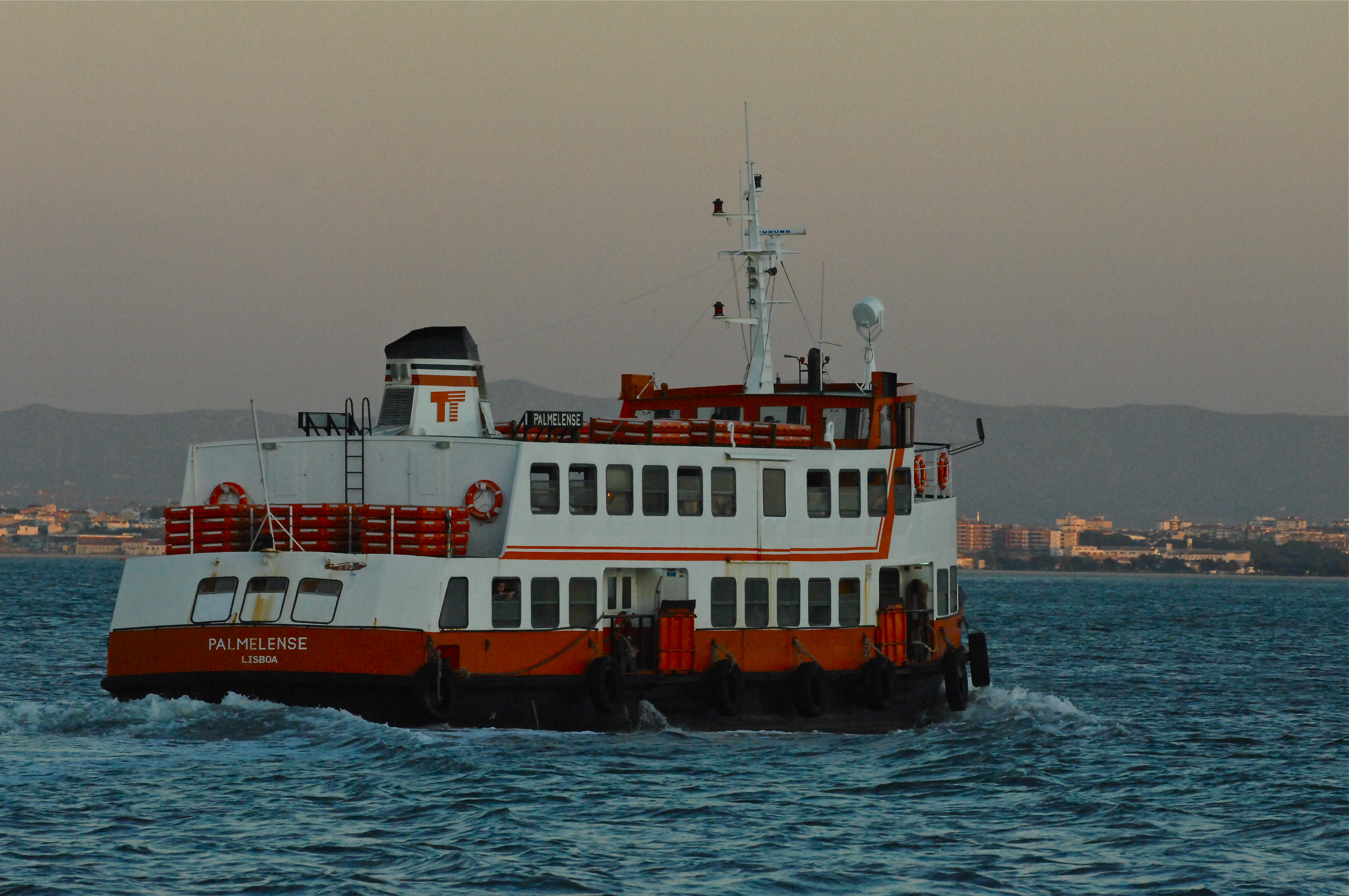
Palmelense
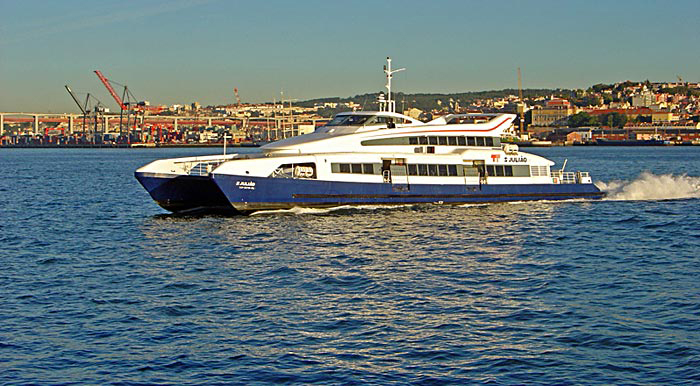
São Julião